# Claus von Rottorp
Claus von Rottorp (auch Clawes; Rottorf, Rottorpe) war im 16. Jahrhundert ein berühmter Heerführer und stammte vermutlich aus Drakenburg.

## Leben
Seine Familie war schon 1310 vom Grafen von Schaumburg mit dem Hof in Hülsede belehnt worden. Rottorf ist eine Wüstung zwischen Rinteln und Mölenbeck. Er war der Sohn des Johann von Rottorf auf Hülsede und der Katharina von Freitag.

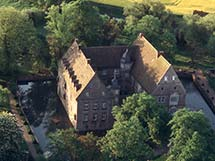
Wasserschloss Hülsede

1519 ließ Claus ein dortiges Steinhaus in eine Verteidigungsanlage umbauen. 1548 war die vielflüglige Gesamtanlage Wasserschloss Hülsede fertiggestellt.

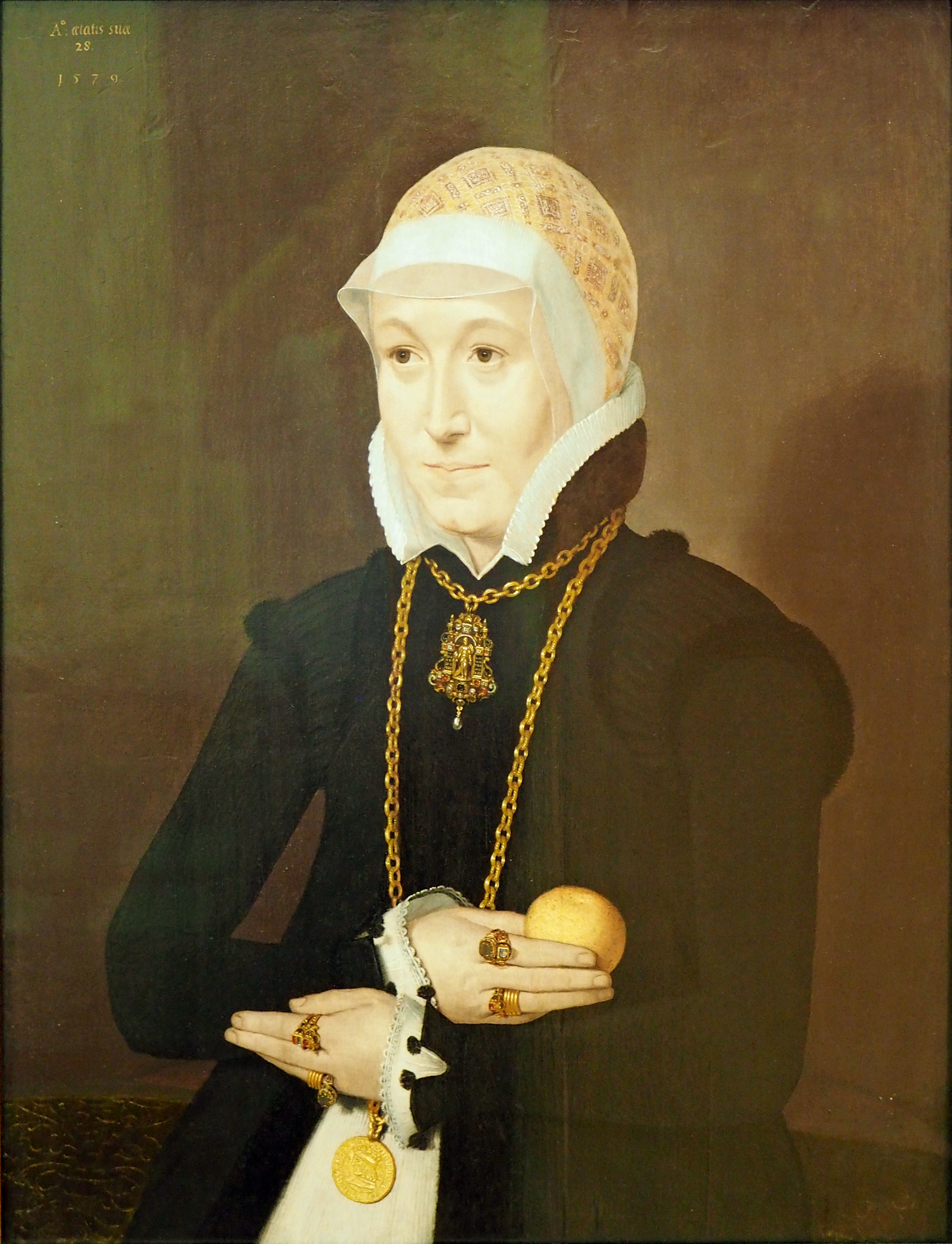
C. v. Rottorps Tochter Armgard von Reden, geb. Rottorp -Gemälde von Ludger tom Ring d. J. (1579)

In der Zeit 1550 bis 1557 war die Rottorfsche Fehde: Claus war im Amt Wölpe als Drost eingesetzt. Nachdem er jedoch die vier Adelssitze und die Burgmannshöfe aufgehoben hatte, wurde er zum Rebell erklärt und der Kaiser verhängte über ihn die Reichsacht. Der Landesherr Erich II. von Calenberg, Herzog von Braunschweig-Lüneburg, wurde beauftragt den Wölper Rebellen zu exekutieren und musste seine eigene Burg belagern. Claus ließ, um „freie Sicht“ zu haben, den Flecken Wölpe sowie viele Vorwerke der Burg niederbrennen. Die Bürger standen nun vor der Frage, wem von beiden sie gehorchen sollten. Sie entschieden sich zur Unterstützung des Herzogs und hier liegt wohl die Geburtsstunde Erichshagens (Ortsteil von Nienburg, in der Grafschaft Wölpe).
1544 ließ er auf Befehl der Herzogin Elisabeth von Calenberg die Wassermühle des Dorfes Laderholz an der Alpe (heute Ortsteil von Neustadt am Rübenberge) als Amtsmühle neu erbauen.
Er heiratete Armgard von dem Bussche, die Tochter des Albrecht von dem Bussche auf Ippenburg und der Helena von Büschen a.d.H. Oldendorf.
- Tochter Armgard heiratete am 22. Januar 1566 Ernst von Reden.